# Dipoena rita
Dipoena rita är en spindelart som beskrevs av Claude Lévi 1953. Dipoena rita ingår i släktet Dipoena och familjen klotspindlar. Inga underarter finns listade i Catalogue of Life.